# Nikita Novikov
Nikita Novikov (Russisch: Никита Новиков) (10 november 1989) is een Russisch wielrenner die in 2012 en 2013 reed voor het Nederlandse Vacansoleil-DCM en in 2014 en 2015 geschorst is.

## Biografie
Novikov begon zijn carrière als baanwielrenner. In 2006 en 2007 behaalde hij als zodanig de bronzen medaille op de Europese baankampioenschappen voor junioren op het onderdeel ploegenachtervolging. Op de wereldkampioenschappen op de baan voor junioren van 2007 behaalde Novikov met eveneens de ploegenachtervolging de zilveren medaille. Gedurende hetzelfde WK won hij het onderdeel puntenkoers. Tegelijkertijd deed hij in 2007 enige ervaring op als wegwielrenner, met een etappeoverwinning in een relatief kleine Poolse koers en de status van bronzenmedaillewinnaar op het onderdeel individuele tijdrit bij de juniorenwereldkampioenschappen op de weg als resultaat.
In 2008 begon Novikov zich te concentreren op een bestaan als wegwielrenner, onder andere door toe te treden tot het continentale team van wielerploeg Katjoesja (Katjoesja Continental Team). Desondanks werd Novikov nog wel derde op het onderdeel ploegkoers op het Europees kampioenschap baanwielrennen voor beloften.
In 2009 reed Novikov enkele top 10-klasseringen bij elkaar, alle op de weg. In 2010 stapte hij over naar een andere reservetak van de Katjoesjaploeg, Itera-Katjoesja, waardoor hij zijn ereplaatsen in grotere wedstrijden kon behalen.
2011 was het jaar waarin Novikov aantoonde te kunnen winnen: eerst een etappe en het eindklassement in een weinig aansprekende Cypriotische wedstrijd, later twee etappes en het eindklassement in de Ronde van Slowakije en de proloog en het eindklassement van de Tour des Pays de Savoie.
In 2013 werd hij geschorst nadat hij tijdens een controle buiten de competitie werd betrapt op dopinggebruik.

## Belangrijkste overwinningen
2006
- 3e op het Europees kampioenschap, ploegenachtervolging (baan), Junioren

2007
- 3e op het Europees kampioenschap, ploegenachtervolging (baan), Junioren
- 2e op het Wereldkampioenschap, ploegenachtervolging (baan), Junioren
- Wereldkampioenschap, puntenkoers (baan), Junioren
- 3e op het Wereldkampioenschap, individuele tijdrit op de weg, Junioren

2008
- 3e op Europees kampioenschap, ploegkoers (baan), Beloften

2011
- 2e en 8e etappe Ronde van Slowakije
- Eindklassement Ronde van Slowakije
- Proloog Tour des Pays de Savoie
- Eindklassement Tour des Pays de Savoie
- 2e etappe Giro della Valle d'Aosta

Wielerploegen van Nikita Novikov
Boeckmans ·
Carrara · 
De Gendt · 
Denifl ·
Devolder · 
Feillu · 
Hoogerland ·
van Hummel ·
Keizer ·
Lagoetin ·
Larsson · 
Leukemans ·
Ligthart ·
Lindeman ·
Marcato ·
Marczyński ·
Markus ·
Mol · 
Morajko · 
Mortensen ·
Novikov ·
Pavarin ·
Poels ·
Ruijgh ·
Selvaggi · 
Valls · 
Van Impe ·
Veuchelen · 
Westra ·
Hamelink (stagiair) ·
Kreder (stagiair) · 
Lammertink (stagiair) · 
Wauters (stagiair)
Boeckmans ·
Bole ·
De Gendt ·  
Feillu · 
Flecha · 
Hoogerland ·
van Hummel ·
Keizer ·
Kreder ·
Lagoetin ·
Lammertink · 
Leukemans ·
Ligthart ·
Lindeman ·
Marcato ·
Marczyński ·
Markus ·
Mol · 
Novikov ·
Poels ·
B. van Poppel · 
D. van Poppel · 
Ruijgh ·
Rujano (tot 30/06) ·
Selvaggi · 
Valls · 
Veuchelen · 
Wauters ·
Westra